# Egidij Gašperšič
Egidij Gašperšič, slovenski skladatelj in pedagog, * 1. september 1936, Kropa.

## Življenjepis
Na Akademiji za glasbo v Ljubljani je študij končal leta 1963. Deluje predvsem kot zborovski skladatelj.